# ロキ (マーベル・コミック)
ロキ（Loki）は、マーベル・コミックの出版作品に登場する架空のキャラクターで、アンチヒーロー、スーパーヴィランである。スーパーヒーローのマイティ・ソーの義兄弟で宿敵として知られ、北欧神話の同名の神をベースとしている。初登場は Venus #6 （1949年8月）であり、後にスタン・リー（ライター）、ラリー・リーバー（スクリプター）、ジャック・カービー（ペンシラー）によって再創造された。
2009年、ロキはIGNによる8th Greatest Comic Book Villain of All Timeにランクインした。

## 出版史
ロキはタイムリー・コミックスの Venus #6 （1949年8月）で初登場し、そのときは冥界に追放されるオリンポス神のひとりとして描かれた。マーベルで公式に登場したのは Journey into Mystery  #85 （1962年10月）で、スタン・リー、ラリー・リーバー、ジャック・カービーによって再創造された。ロキはその後も、Journey Into Mystery 、『ソー』、『アベンジャーズ』、その他のマーベル・ユニバース作品に登場するようになった。
マーベルは、ロバート・ロディによる全4号のミニシリーズ『ロキ』（2004年7-10月）を出版した。
マイティ・ソーがシフやバルダーと共にアースガルズでの冒険する姿を描いた Thor: Son of Asgard #1-9 （2004年）にも登場した。
ロキが重要な役割を果たした "Dark Reign" に続いて、マーベルはロベルト・アギーレ＝サカサ原作、セバスチャン・フィウマーラ作画によるリミテッド・シリーズ『ロキ』を開始した。
ロキは、マット・フランクション原作、パトリック・ザーチャー作画の Thor: Ages of Thunder でも登場する。それでは過去のラグナロクからソーとアスガード人の物語が描かれる

## キャラクター経歴
アスガルドのオーディンがストーム・ジャイアントとの戦いでローフェイ王を倒した後、要塞の中で一人の子供を発見した。その子こそがロキで、以後オーディンの養子として育てられることとなった。

### 成長
幼年期から青春時代まで、ロキは自分とソーに対するアスガルドの市民の扱いの違いに苛立っていた。アスガルド人は戦いにおいてなによりも強大な力、不屈の心、勇気を重要視しており、ロキはこれら全てが兄のソーより明らかに劣っていた。だがロキは他の分野、特に魔術に長けていた。成人し、「邪神」となった彼はやがて何世紀にもわたって、アスガルド支配の為にソーを追い出そうとした。
ソーが言うように幼少期から何度もソーを殺そうとしたことがある。
しかし幼少期はソーと兄弟らしく仲良く遊んでいたこともあったようだ。

### 地球のヒーローとの戦い
ロキの陰謀はやがて地球を巻き込むようになり、そしてしばしばアスガルドから地球へやってきてヒーロー達と戦った。初めて地球で直接戦ったのはソーである。次に、ハルクを操作して暴れさせるが、これがヒーロー達を結束させ、アベンジャーズを設立させるきっかけとなる。

## パワーと能力
ロキはフロスト・ジャイアンツの末裔として知られるが、そびえるような大男ではない。彼は他のアスガルドの超人たちと同じく、超人的な力や耐久力を持っている。
ロキは魔法に関する様々な訓練を積んでおり、多くの目的のために不思議な力を使用する。エネルギーを射出、超人的な能力を生物や無生物に与える、自分自身の体力を一時増加させる、飛行、催眠術、異次元へ瞬間移動である。
ロキの不思議な能力は、アスガルドで最も熟練した魔女であるカーニラのものと等しいと記述されている。彼は都市規模で幻惑能力を広げることができ、そして最大限に発揮すればアポカリプスの支配からも逃れられるほどであった。
またロキは、自分の姿を動物や他の人間、ソーやキャプテン・アメリカのようなヒーローに変えることができる。しかしながら、自分が変化した者の能力までもを獲得するというわけではない。

## その他のバージョン

### ガーディアンズ・オブ・ザ・ギャラクシー
ガーディアンズ・オブ・ザ・ギャラクシーの時空（アース691）では、ロキは31世紀の時代で健在である。

### マーベル・ゾンビーズ
『マーベル・ゾンビーズ』の世界では、ロキはゾンビ・アベンジャーズに食い殺される。

### ミュータントX
『ミュータントX』の世界では、ロキはアイスマンの能力を操作し、他の人間が彼を触れられないほど強力に増幅させた。

## MCU版
マーベル・シネマティック・ユニバース（MCU）では、トム・ヒドルストンが演じる。日本語吹替は平川大輔が担当。
本項は、“アース616”（正史の宇宙）におけるロキを主軸に記載する。

### キャラクター像
北欧神話の悪戯の神“ロキ”のモデルである、“アスガルド”の第2王子にして、ソーの弟。965年以上の時を生きており、ジェンダー・フルイドでもある。身長は6フィート2インチ（188cm）、目の色は青。
実はソーやオーディン、フリッガとの血の繋がりは無いどころか純然なアスガルド人でもなく、“ヨトゥンヘイム”の“氷の巨人”の長であるラウフェイの実の息子だった。そのため、フルネームは“ロキ・ラウフェイソン（Loki Laufeyson）”であり、赤子の頃、巨人にしては身体が小さすぎるという理由でヨトゥンヘイムの寺院に捨てられているところをオーディンに拾われ、彼の魔法で肌の色を変えられて、その出自を知らぬままに長年ソーと共に育てられてきた背景がある。
幼少期から嘘や悪戯などを周囲の人物へ繰り返し、口八丁を得意とする捻くれ者で、ソーに対しては、皆から愛される兄であると尊敬する半ば、激しい嫉妬心や劣等感を抱き、彼ではなく自らがアスガルドの王に就こうと切望するなど、愛憎入り混じった複雑な感情を持つ。当初は大人しそうな雰囲気だったが、一度アスガルドの王位奪取の野望を妨げられると、楽観主義で悪辣とした表情を見せることが増え、「“自由”であることは決断を求められるという足かせで、“支配”が人々を楽にする」・「本当の悪人も本当の善人もいない」という個人理念に基づき、さまざまな事変を掻き乱していくようになる。
“嫉妬”や“詐欺師”を示す緑色を基調とする衣装と、マントもしくはコートに身を包み、その上にアームガードやショルダープロテクターなどの装具をあてがっている。
『マイティ・ソー』と『アベンジャーズ』ではメインヴィランとして、以降の作品ではソーに事実上協力するなどアンチヒーローのような役割で登場する。

### 変異体

#### 『ロキ』に登場
“アベンジャーズ”による“タイム泥棒”の際に、ヒーローたちの下から逃がれた2012年時のロキは、“TVA”によって逮捕された直後に、「ロキの変異種」と識別された“変異体”たちに出会った。彼らは皆デザインは異なるものの、多くのロキが緑色や黒・金色を鏤めた衣装や冠を着用している。また、ヒーローたちの下から逃がれた2012年時のロキもラヴォーナ・レンスレイヤーにより、シークエンス違反7-20-89を犯したことで、識別番号L1130とナンバリングされた変異体と見做される。
シルヴィ（Sylvie）
演 - ソフィア・ディ・マルティーノ（現代）、ケイリー・フレミング（少女期）
日本語吹替 - 佐古真弓（現代）、飯沼南実 （少女期）
女性の容姿を持つロキ。ロキの変異体でありながら“ロキ”と呼ばれることを嫌がっているため“シルヴィ”と名乗っており、ロキが目を通した変異体の資料によるとフルネームは“シルヴィ・ラウフェイドッティル（Sylvie Laufeydottir）”である。自身が存在した時間軸のアスガルドの王宮で生活していた幼少期に、身に覚えのない“分岐イベント”によりラヴォーナたちに連れ去られ、自身が存在した時間軸を“リセット”された末に変異体として識別されたが、剪定直前に“タイムパッド”を奪って脱走し、それ以降歴史上の様々な大災害に身を隠しながら長年逃げ回っていた。
フード付きポンチョや胴鎧、左側の角が欠損したティアラなどに身を包み、初対面のロキに「ランディ（魔法で心を乗っ取った男性）と呼んで」と茶化したり、他者に自分の弱さを見せることについて「非常に気が進まない」と明かすくらいにつむじ曲がりで疑り深いほど油断も隙もないところや、時に大きな奇声で叫ぶほどのヒステリーを起こし、自分の養母については少しだけ夢に現れる程度でよく知らないとも述べ、“愛”に対する感覚と価値観や、白兵戦や魔法・策謀に長けながら実力行使で突き進みがちな傾向も見られるなど、ロキとの共通点と相違点双方を多数有する変異体である。
自分の人生を奪ったTVAを憎悪してその壊滅を企み、“神聖時間軸”の各時代で報復活動を行うなかで出会ったロキと自分の変異体同士による稀有で奇抜な繋がりを持つようになる。
キッド・ロキ（Kid Loki）
演 - ジャック・ヴィール
日本語吹替 - 高村晴香
“虚無”において他のロキから「王」として崇められるロキ。数千年前に行った悪戯が原因でソーを誤って殺害してしまったために分岐イベントを発生させたことで剪定された。少年の姿をしているが、虚無に飛ばされたロキの中では最年長である。
「止まったら死ぬ」と言われている虚無において、“アライオス”から逃れるために常に動き続けて気の遠くなるような時間を生き延び、ロキの変異体の一部の陣頭に立つようになった。その立場からやや尊大に振る舞うが、他の変異体に親切な姿も見せる。
自慢好きロキ（Boastful Loki）
演 - デオビア・オパレイ
日本語吹替 - 中村和正
武闘派な体躯の黒人男性であるロキ。キャプテン・アメリカとアイアンマンを倒し、“インフィニティ・ストーン”を全て手に入れたことで分岐イベントを発生させ、TVAに剪定されたと豪語しているが、他のロキからは信用されていない。金色のハンマーを持ち、今ではキッド・ロキに従っているが、大統領ロキたちと裏で結託して彼を始末しようとした。しかし裏切り合戦と大乱闘の中で安否不明となる。
クラシック・ロキ（Classic Loki）
演 - リチャード・E・グラント
日本語吹替 - 宮田浩徳
チープな兜・タイツ・マント姿が特徴である初老のロキ。襲撃してきたサノスを刺そうとせず、瓦礫に化けることでその場を生き延び、そのまま辺境の惑星に逃がれて身を潜めたが、義兄のソーを恋しがり、その安否を気にかけて星から出ようとしたところを変異体として剪定された。「短剣よりも魔術を信じた」と語るほどの強力な魔法を有しながらも、これまでの経験からロキについて「のけ者の神」と称するなど自分の余生に悲観的になっており、今ではキッド・ロキに従っている。
だが、剪定されてもTVAに立ち向かおうとするロキに感化され、アライオスに挑む彼とシルヴィに助力した。そしてアライオスに丸呑みにされる最期を遂げる。
ワニロキ（Alligator Loki）
ワニそのものであるロキ。食べる猫を間違えて分岐イベントを起こし剪定されたと言われている。食欲旺盛で、他のロキの変異体も捕食しようとするが、キッド・ロキに従っている。
大統領ロキ（President Loki）
演 - トム・ヒドルストン
日本語吹替 - 平川大輔
「ロキを大統領に」とデザインされたバッチを左胸に付けたスーツ姿のロキ。剪定された経緯は不明。ロキの変異体の徒党を引き連れて、キッド・ロキたちを襲撃する。しかし裏切り合戦と大乱闘の中で、ワニロキに右手首を噛みちぎられて絶叫する。
このほかにも、ロキの本来の姿である“フロスト・ジャイアント・ロキ（Frost Giant Loki）“、ハルクと酷似した“ハルク・ロキ（Hulk Loki）”、ロードレース選手のユニフォームを着た“ツール・ド・フランス・ロキ（Tour De France Loki）”、ミノタウロスのような“トリックスター・ロキ（Trickster Loki）”、北欧の船乗り風の“バイキング・ロキ（Viking Loki）”など、ロキの変異体が複数存在し、TVAによって皆剪定されたことが示唆されている。
また、虚無において大統領ロキが引き連れた徒党は10人以上のロキの変異体で構成されていた。

#### 『ホワット・イフ...?』に登場
ロキ（アース51825）
“アース51825”におけるロキ。正史のロキと同様の容姿と人物像である。
ロキ（アース72124）
“アース72124”におけるロキ。赤子の頃にオーディンに拾われたものの、すぐさま実父のラウフェイの元に返されたことから、正史のロキと異なり氷の巨人の王子としての容姿と体躯に成長しており、ソーとは義兄弟ではなく、兄弟同然の友人の関係となっている。また、正史のロキに近しい性格に加え、電話相手となったジェーン・フォスターに「ダブル・デートしようぜ」と伝える軟派な様子も見せる。

### 能力
ロキはフリッガから習った魔法の使い手であるため、下記の魔法で敵を惑わせる戦法を常用する。これに加え、氷の巨人としての血筋により、地球製の銃撃を受け続けても傷一つ付かず、串刺し攻撃を喰らっても死に至らない頑強な身体やほとんどの種族を大きく上回るほどの生命力と筋力を誇る。知性も非常に高く、前述の口八丁や嘘・悪戯、色々な計画をどんな状況下でも企てることに長けている。さらに、白兵戦用のものから遠距離戦用のものまで、多彩な武器を使いこなせる器用さも有している。また、英語のほか、ラテン語も話せる。

#### 魔法
幻覚の術（Illusion Manipulation）
ロキが多用する「外界から認知可能な自分を描写する術」。自身及び他者の服装や人相を全く別のものに擬態させることや、掌から小さな花火を放つなどの応用も可能。
増殖の術
ロキが多用する「自分の体を正確に複写し作り上げる術」。ロキ曰く「分子構造のホログラフィック・ミラー」で、動作や発声もできる自身の姿を多数見せたり、はるかかなたの場所にまで自身の姿を投影して交信することもできる。クラシック・ロキのこの術は、巨大なアスガルドの王都までも複写できるほど強力である。
物体の出現・消失
ロキやキッド・ロキが行使する、武器や道具を自らの手元に出現させる・手元から消失させる魔法。
記憶の読み取り
ロキが行使する、自身の掌を相手の額に当てて、その人物の記憶を読み取る能力。ヴァルキリー（ブリュンヒルデ）に披露し、彼女が太古の時代にヘラに敗北したことを知った。
念動力
ロキが行使する、掌をかざした先の物体や人物を手元に引き寄せたり、両腕を振るうことで倒壊してきた巨大な建造物すらも静止させ、元に戻す能力。
衝撃波
ロキ、シルヴィ、クラシック・ロキが行使する、掌から放つ緑色の水飛沫のような攻撃魔法。
洗脳の術
シルヴィが自己流で習得した、他者の肉体に直接触れることで相手の心を乗っ取る術。これによってシルヴィは、触れた者の自我を封じて発言から行動まで操るだけでなく、自身の意識を触れた者の記憶の中へ入り込んで幻を生み出し、触れた者から彼女が知りたいことを吐かせる応用も行う。
ロキはこの術を「私の魔法より凄い」と評したものの、シルヴィは「この術で、大抵の人物は簡単に心を乗っ取ることができるが、強靭な精神を持つ者にはかけることが難しい」と述懐している。また、心を乗っ取られた者は、術が解けた後に意識不明となったり、混乱状態に陥っている。
ゲートウェイ
クラシック・ロキが行使する、潜り抜けることで別の場所に一瞬でワープできる出入り口を展開する魔法。
このほかにもロキは、巨大な生霊に呪いをかける魔法も持つと言われる。

### 武器・アイテム
兜
3つある黄金の兜のうち、最も大きく重厚なものである兜で、湾曲した大きな2本の角飾りは魔術を象徴する。これを愛用するロキは、死の兵士群との戦いでは片手で保持しながら、直接殴りつける武器としても使用した。
短剣
ロキが特に気に入っている武器。接近戦や投擲攻撃に使用する。
アスガルド製
主に行使する短剣。2振りのものや、プッシュダガー型のもの、縞模様の柄と2本角を模したような石突きが特徴のものなど、数種類の短剣を愛用する。
“アース21818”では、“ノーウェア”にあるコレクションルームにおいて、タニリーア・ティヴァン/コレクターがコレクションする武器の一つとしてワンシーンのみ登場する。
サカール製
惑星“サカール”で入手した2振りの短剣で、2枚刃と青い柄が特徴。
シルヴィの剣
シルヴィが愛用するファルシオンのような形状の刀剣。左腰に下げたホルダーに挿して携行する。一時はラヴォーナの戦利品コレクションにされた。
レーヴァテイン（Lævateinn）
キッド・ロキが保有していた黄金色の剣。刀身に炎を吹き上げることが可能で、ロキはアライオスに挑む直前に、キッド・ロキからこの剣を託され、魔法で出現させて背負ったホルダーに挿して携行する。
このほかにもロキは、氷の巨人の力の源である“古の冬の小箱”や、アスガルドの王位のシンボルである“グングニル”、“マインド・ストーン”を内包した“セプター”、“イリジウム”入手のために用いた“虹彩スキャナー”、グランドマスターの宮殿の守衛から奪った“ライフル銃”、“タイムスティック”まで、さまざまな武器・アイテムを駆使している。

### 各作品での活躍
『マイティ・ソー』
本作でMCU初登場。アスガルドの王位継承の戴冠式の日、兄への嫉妬から、事前に式典を中止させるため、氷の巨人と密約して彼らを宮殿の武器庫に浸入させ、式典中止に成功。怒ったソーのヨトゥンヘイム侵攻を止めると見せかけて逆に唆し、ヨトゥンヘイムへ赴かせたが、その際の戦いで氷の巨人に触れられても傷を負わず、肌が巨人と同じものへ変色したことに疑問を抱き始めた。
ソーの地球追放後、冬の小箱に触れて自身と氷の巨人の根深い繋がりを確信し、オーディンから前述の出自を告げられ、激情を露わにするが、オーディンが眠りについたため、穴埋めとしてアスガルドの王位に就いた。その地位を確固たるものとするため、地球で失意に落ちていたソーへ、母国の情勢悪化と父の嘘の訃報と今生の別れを告げ、アスガルドとの関係が悪化したヨトゥンヘイムの氷の巨人たちを利用（全滅）して、全てのアスガルドの民からの支持を得ようと企み、ヘイムダルに気付かれずにヨトゥンヘイムを再訪し、冬の小箱を餌にラウフェイと密約。シフと“ウォーリアーズ・スリー”のソー追放取り消し嘆願を却下するが、彼らが命令を無視して地球へ出向くと、ソーたちの抹殺のために“デストロイヤー”を送り込み、冬の小箱の力でヘイムダルを氷漬けにした。
だが、力を取り戻したソーがデストロイヤーを撃破すると、ラウフェイらをアスガルドへ迎え入れ、昏睡中のオーディンに迫らせ、その隙にラウフェイを抹殺。その一部始終をフリッガに見せつけて王位を確実にしたかに思えたものの、そこにソーが帰還し、自身の行いを暴露されて、自身を捨てた氷の巨人全滅のために“ビフレスト”でヨトゥンヘイムを攻撃する。しかしソーの反撃を受け、ビフレストを破壊しようとする彼に警告し、止めにかかるがビフレストは破壊され、ソーと共に宇宙に漂流しかけた。目覚めたオーディンに助けられたものの、その手を振り払い宇宙の彼方へ消えていった。
物語のラストでエリック・セルヴィグを操り、“スペース・ストーン”を内包する“テッセラクト”の研究を承諾させる。
『アベンジャーズ』
本作では、かつて自身の野望を妨げられ、宇宙の彼方に消えていったが、その際に出会ったジ・アザーと結託。ソーへの復讐とアスガルドの王位獲得のため、テッセラクトを奪取し“チタウリ”を率いて地球侵略を企む。その一方でヒーローたちやフィル・コールソンに一本取られてしまう場面も多い。
テッセラクトの力でNASAの研究施設に現れ、クリント・バートン/ホークアイたち“S.H.I.E.L.D.”の兵士の銃撃を物ともせずに彼らを蹴散らし、クリントとセルヴィグをセプターの力で支配下に置いてテッセラクトを奪い逃走する。その後もクリントから得た情報で複数のS.H.I.E.L.D.のエージェントや技術スタッフを支配下に置き、テッセラクトを利用した“ワームホール発生装置”の開発に取り掛かり、装置の完成に必要なイリジウム入手のために、単身でシュトゥットガルトのパーティー会場に出向き、イリジウムの所有者であるハインリヒ・シェーファーを襲った。そして大衆の前で自分に跪くように迫るが、スティーブ・ロジャース/キャプテン・アメリカとトニー・スターク/アイアンマンに投降し、直後に現れたソーの説得も聞き入れず、“ヘリキャリア”のガラスケージに収監された。
実はヒーローたちの瓦解のためにわざと捕まったのだが、尋問に来たナターシャ・ロマノフ/ブラック・ウィドウを罵りながらもブルース・バナー/ハルクを利用しようとしていることを洩らしてしまった。それでもクリントらがヘリキャリアを襲撃したことでハルクを暴走させ、コールソンにも致命傷を負わせて、ケージへ閉じ込めたソーをヘリキャリアから落とすなど、首尾良く事を進め、“クインジェット”でヘリキャリアから脱走した。
そして“スターク・タワー”で完成した装置をセルヴィグに操作させ、ワームホールを開かせるが、そこへやって来たトニーやソーと対峙。チタウリの大群がワームホールから現れると、セプターを手放して自身もチタウリの飛行馬車に搭乗して猛威を振るいはじめるも、クリントが放った矢を片手で受け止めると矢が大爆発してスターク・タワーまで吹き飛ばされ、飛び掛かってきたハルクを煽ると、あっさり叩き伏せられて力尽きた。
アベンジャーズにチタウリが全て倒されると、降参しながらも「酒を飲みたい」と呟き、後日アベンジャーズとセルヴィグの前で、拘束具を嵌め込まれた状態でソーと共にテッセラクトを操作してアスガルドへテレポーテーションする。
『マイティ・ソー/ダーク・ワールド』
本作の彼は頻繁に無駄口をたたいたり、得意な幻術を多用するトリックスターとして描写され、今でもソーとオーディンを蹴落としてアスガルドの王位を手にしようと考えているが、その反面フリッガを嘘偽りなく想い慕っていることを匂わせる様子も見せ、彼女が“ダーク・エルフ”によって命を奪われたと知らされ、ソーと共闘する。
嘗てヨトゥンヘイムや地球に多大な被害を与えたことで捕縛され、オーディンやフリッガから厳しく咎められても悪びれる素振りすら見せず、牢獄へ幽閉されることになった。だが、ダーク・エルフの策により暴動が起きた際には悪戯気でアルグリム/カースに脱出の経路を教えてしまい、このことが間接的にフリッガを死へ追いやってしまう。彼女の死を知り、仇討ちを持ちかけてきたソーに幻術で平静を保っているように見せかけるが、かなり荒れ果てた現状をあっさり見破られると、協力を承諾し手枷をかけられた上で同行した。
アスガルドからの脱出を図るソーに無駄口を数多く浴びせながらも、彼とジェーン・フォスターを秘密の通路へと案内し、“スヴァルトアールヴヘイム”へ辿り着かせた。マレキスらに遭遇し手枷を外されると、演技と幻術でソーを裏切ったと相手に思い込ませるが、“エーテル”を奪還されてしまい、ダーク・エルフに格闘戦を挑む。そしてソーを追い詰めるアルグリムと刺し違えて倒れ、ソーに謝罪して顔が黒ずみ力尽きた。
しかしそれは芝居で、ソーやジェーンと別れた後、スヴァルトアールヴヘイムにやって来た“エインヘリャル”の兵士に擬態し、オーディンの下に現れ、自身の最期を偽って報告した。
物語のラストで擬態したオーディンのふりをして玉座に着き、王位継承辞退と地球で暮らす決意を語ったソーを送り出し、幻術を解いて「感謝するのは私の方だ」とほくそ笑む。
『アベンジャーズ/エイジ・オブ・ウルトロン』でもヒドルストンは、登場シーンを撮影していたが、そのシーンは完成版からは除外となった。
『マイティ・ソー バトルロイヤル』
本作では幼少期に蛇に化けてソーをひどい目に合わせたことや、気絶したフリをする自身の肩を担いだソーが大声で助けを求めながら敵に近づきつつ、そのまま自身を投げこむ「助けて」という遊びを行った逸話も明らかにされる。同時にスティーヴン・ストレンジ/ドクター・ストレンジが開いたゲートウェイで異空間に閉じ込められ、その中で30分も落ち続け、解放された後は怒りを剥き出しにしてストレンジに襲いかかったが、彼によってノルウェーへのゲートウェイにソーと共に押し込まれるなど、ストレンジの魔術に翻弄されてしまったり、サカールでチャンピオンとしてハルクが登場した際には、以前地球でハルクに手ひどく叩きのめされたことから、「この星から逃げなければ」と焦るほどのトラウマを露わにするなど、ソーに勝るとも劣らないほど滑稽な様子を見せる。
ソーのアスガルド不在時に、自分の死を偽装したまま地球へ追放したオーディンになりすましてアスガルドを統治していたが、一国の主としての務めが全くなってない体たらくで、帰還したソーによって正体を暴かれると地球へ連れて行かれ、本物のオーディンと再会してその最期を見届けたのも束の間、復活したヘラに敵わないと感じてスカージにビフレストを架けさせるも、これがヘラをアスガルドへ送ってしまうきっかけとなってしまった。
同時に自身はビフレストから吹き飛ばされ、ソーより先にサカールに辿り着くも、前述の失態も何処吹く風でグランドマスターにうまく取り入って友人並の厚遇を受けたり、バトルロイヤルでソーがかつての自分と全く同じシチュエーションでハルクに地面に叩きつけられる様を見て、｢私の痛みを思い知ったか！｣と激しく歓喜するなど、ちゃっかりした態度を取り続けた。
しかし、ソーがブルースを伴って行動を始めたのを機に、ヴァルキリーに捕まって結局ソーに協力することになり、彼を騙そうとして逆に裏をかかれるも、解放されたコーグたちを連れて“ステイツマン”でアスガルドへ向かい、調子よく振る舞いながら参戦して、アスガルドの民たちを救った。そしてヘラ打倒のためにソーの頼みで王宮の武器庫に向かい、そこに保管されていたテッセラクトに目を留めた直後にスルトの冠を永久の炎”へ焼べた。
巨大化復活したスルトが、“ラグナロク”によってヘラと刺し違える形でアスガルドを滅ぼした後は、ステイツマンの船内でソーと義兄弟として交流するが、そこに現れた“サンクチュアリII”に驚く。
『アベンジャーズ/インフィニティ・ウォー』
本作での出番は冒頭のみであるものの、これまでとは異なりサノスに媚びを売るように見せかけてソーを救おうとする姿が描写される。
アスガルドの崩壊から逃れ、ソーたちと共に地球を目指していたが、自分がアスガルドからひそかに持ち出したテッセラクト/スペース・ストーンを求めて襲撃してきたサノスによって、アスガルドの民を半滅されてしまう。奥の手だったハルクが敗北し地球へと逃がされた後、瀕死のソーを見捨ててサノスに服従したかのようにふるまい、彼を仕留めようとするが、サノスを傷つけることすらできないまま彼に首を絞められ、サノスを罵った直後に首の骨をへし折られて絶命し倒れる。
『アベンジャーズ/エンドゲーム』
本作では、トニー、スティーブ、ブルース、スコット・ラング/アントマンがタイムトラベルした2012年の“ニューヨーク決戦”で敗れた直後の彼と、ソーとロケットがタイムトラベルした、2013年の牢獄で幽閉されていた頃の彼が登場。
前者では当時のアベンジャーズやS.H.I.E.L.D.に捕縛されながらも、無駄口や幻術で周囲を揶揄って当時のソーに猿轡を嵌め込まれ、連行されるが、当時のトニーたちとアレクサンダー・ピアースらによる自身の処遇を巡る悶着の最中、当時のハルクの干渉でトニーが落としたテッセラクトを拾って利用し、その場から何処かへテレポーテーションする。
後者は牢獄の中で寝転がっていたところ、その側をソーとロケットが素早く通過した描写のみで、物語への関与は無かった。
『ロキ』
本作では、テッセラクトを使ってアベンジャーズの下から逃亡した2012年のロキが主役として登場。自分を逮捕したTVAや神聖時間軸にまつわる謎にかかわることになる。同時に1971年に地球でハイジャック事件を起こしたD・B・クーパーの正体だったことが明かされたり、「これまでに文字通り人を後ろから50回刺しているからまた刺すだろ？」と指摘するメビウス・M・メビウスに、「もうやらない」と答えたり、酔って快調に歌うなどの一面や、自分の非や愚かさを吐露する場面も見せ、出会って間もないシルヴィやメビウスと本物の信頼関係を築き、「運命は自分で切り拓くもの」と断言するなど、心境の変化も見せる。また、本項では、シルヴィをはじめとするロキの変異体たちの描写も記載する。
テッセラクトによってモンゴルのゴビ砂漠にワープしたロキは、そこに現れたTVAのハンターB-15たちに「神聖時間軸への抵抗罪」で捕らわれ、TVA本部へ連行された。そこでロキはさまざまな手続きを強引にさせられた後、裁判においてタイムトラベルで時間軸を乱したアベンジャーズを始末するとラヴォーナに訴えるなど、自分を振り回すTVAに弁明と反抗を続けて組織から逃れようとした。だが、“剪定”を止めたメビウスの取り調べから、インフィニティ・ストーンも機能しないTVAの強大さ、神聖時間軸でたどるはずの道を目の当たりしたこともあって、元の時間軸に戻れないことを悟り、メビウスから1549年のエクサンプロヴァンスでTVAの“ミニットメン”を襲撃した自分の変異体（シルヴィ）の捜査協力を求められた。
シルヴィは1858年のサライナを経て、1985年のオシュコシュでもミニットメンを襲撃すると、操って利用したハンターC-20を人質にして連れ去った。ロキはTVAでの研修を受けると、自分よりシルヴィの方が優秀とメビウスたちに評されることが気にくわず、組織の支配者として知られる“タイムキーパー”との謁見も望んだために、限られた時間しかない捜査に参加して大ぼらをふいたことから一度は現場に不向きと見做された。しかし書類調査で大災害の前なら何をしても神聖時間軸に影響を与えられないという仮説を証明すると、メビウスと競争した事件簿の洗い出しで目星をつけた2050年のアラバマ州にあるロックスカートへメビウスやミニットメンたちに同伴。B-15と共にシルヴィを捜索するが、その場に潜んでいたシルヴィはB-15や居合わせた男性たちを操ってロキと小競り合いを展開し、彼からタイムキーパー排除のために自分の片腕になれと持ちかけられるや、姿を見せて一蹴し、奪った“リセットチャージ”を利用した装置を起動させ、開いた“タイムドア”を潜り抜け、ロキもシルヴィを追うようにタイムドアに駆け込んだ。
人手不足となったTVA本部で暴れるシルヴィの正体を疑問視するロキは、彼女と揉み合いになったところへラヴォーナに追い詰められるが、ロキはタイムドアでシルヴィと2077年の“ラメンティス1号星”にワープし、タイムパッドがバッテリー切れを起こしたことで、この星から脱出できなくなった。シルヴィは自分の計画を邪魔したロキを、自分の現在の名を名乗りながらも疎んじ続けるが、星から脱出するための“箱舟”の存在を知り、自分たちの魔法を活かして列車に乗車。ロキとシルヴィは身の上話の末に、列車の警備員たちとの乱闘で車内から放り出されたものの、箱舟に搭乗するための作戦を練って、TVAの職員全員が変異体である真実を伝え合うなど、互いを信頼し合うようになった。
しかし辿り着いた箱舟は隕石の直撃で大破してしまい、2人は滅亡寸前の星で運命を共にすることを覚悟したが、ここで発生した分岐イベントを察知したTVAに捕縛された。ロキはメビウスから裏切りへの制裁と再度の取り調べを受けたものの、TVAの真実を必死に訴えたことにより心機一転したメビウスからも信じ合い協力することを約束された。だがメビウスは剪定され、ラヴォーナの案内でロキとシルヴィは遂にタイムキーパーらと対面すると、シルヴィによってTVAに反旗を翻すことを決めたB-15の加勢によってタイムキーパー打倒に成功。と思いきや、タイムキーパーは何者かが組織を都合よく動かすためのアンドロイドだった実態に直面し、同時にロキはラヴォーナに剪定されてしまった。
虚無に飛ばされたロキは、そこでキッド・ロキ、自慢好きロキ、クラシック・ロキ、ワニロキに出会い、現地で猛威を振るうアライオスにも遭遇するが、横着に余生を過ごし、大統領ロキらとも裏切り合いと大乱闘を起こす自分の変異体たちにうんざり感を覚えた。しかし、一度は笑い飛ばされたアライオスを倒してTVA本部に戻る提案を表明したロキに、キッド・ロキたちも、自分を剪定してメビウスと共に駆けつけたシルヴィも同意。一同は交流を経て、シルヴィが目撃したイメージから虚無の向こう側にTVAの黒幕がいることを話し合ってアライオスに挑むことを決めた。
本部に帰還するメビウスと、虚無に残るロキの変異体たちに見送られたロキとシルヴィは、クラシック・ロキの助力と犠牲を受けて、アライオスの意識を乗っ取り、TVAの黒幕がいると思しきシタデルに到達した。シタデルの中に入ると、姿を現したミス・ミニッツの交渉を跳ね除け、遂に黒幕であった在り続ける者と対峙。得体の知れない相手に緊張と警戒を緩めることなく彼の神聖時間軸にまつわる話と提案に耳を傾けるも、このことに信憑性を感じたロキと、在り続ける者を信じられず自分の人生を奪った元凶として復讐しようとするシルヴィは対立してしまう。意見を違わせ、刃も交えた末に、ロキが「お前に幸せでいてほしい」とシルヴィに告白したことで2人はキスを交わすが、復讐を断念できないシルヴィはロキをタイムドアでTVA本部に送り飛ばし、在り続ける者を刺し殺してその場に頽れる。
これによって無数の時間軸が生まれはじめ、ロキは意気消沈しながらも、慌ただしくなっていた本部内を駆け抜けて、見つけたメビウスとB-15に在り続ける者のことや邪な彼の変異体が多数襲来することを話した。ところがロキは、メビウスたちがロキを認識できない様子と、本部に聳え立つ彫像がタイムキーパー3体を模したものから新たな1体のものとなっていた光景に絶句する。
『ホワット・イフ...?』
シーズン1
第3話
アース51825におけるロキが登場。
第7話
アース72124におけるロキが登場。
第9話
アース51825におけるロキが物語終盤に再登場。アスガルド軍を率いてアベンジャーズやS.H.I.E.L.D.と激しい戦闘を繰り広げ、フューリーを讃えながら追い詰めたが、そこに駆けつけたナターシャ・ロマノフ/ブラック・ウィドウの飛び蹴りを喰らい、奪われたセプターを突き立てられて倒れる。

## コミック以外での登場

### テレビ
- The Marvel Super Heroes のソーのセグメントで登場した。
- 『スパイダーマン&アメイジング・フレンズ』シーズン1第10話「ロキの陰謀」で登場した。声優はジョン・スティーヴンソンである。
- The Super Hero Squad Show のエピソード "Oh Brother" で登場し、Ted Biaselliが声優を担当した[33]。
- 『アベンジャーズ 地球最強のヒーロー』で敵キャラクターとして登場した。声優はグレアム・マクタヴィッシュである。

### アニメーション映画
- オリジナルビデオアニメーション映画『ウルヴァリンVSハルク』では敵キャラクターとして登場する。声優はグレアム・マクタヴィッシュである。この作品ではハルクをアスガードに送り込み、新たなラグナロクにしようとしていた[34]。
- オリジナルビデオアニメーション映画『勇者ソー 〜アスガルドの伝説〜』ではリック・ゴメスがロキの声を担当した[35]。

### コンピュータゲーム
- 『MARVEL ULTIMATE ALLIANCE』で敵キャラクターとして登場し、ラリー・セダーが声優を担当した。
- Marvel Super Hero Squad ではTed Biaselliが声優を担当した。ストーム、ジャガーノート、ソーに変装する。
- Marvel: Ultimate Alliance 2 にも登場。
- Thor: God of Thunder では実写版でもロキを演じたトム・ヒドルストンが声優を担当する[36]。

### モーション・コミック
ロバート・ローディによるグラフィックノベル『ロキ』を原作とした4話のモーション・コミック作品 Thor & Loki: Blood Brothers が2011年3月28日よりiTunes、Xbox Live、PlayStation Networkで配信されている。

### 玩具
- 『ザ・クラシック・マーベル・フィギュア・コレクション』の第37作目としてロキのフィギュアが発売された。
- トイ・ビズの『マーベル・レジェンズ』シリーズ第13弾のひとつとしてロキのフィギュアが発売された。
- Marvel Minimates ラインでは3体のフィギュアが発売された。シリーズ第16弾でクラシックコスチューム、第33弾で女性の身体、第39弾で映画版のロキがそれぞれ作られた。
- Marvel Super Hero Squad では第5弾でソーとセットで発売された。同フィギュアは3パックセットの Battle for Asgard's Vaultとコレクターズ・パック第4弾で再発売された。
- 映画とのタイアップであるハズブロの Thor: The Mighty Avenger では3体のフィギュアが発売された。
- Marvel Select でも映画版のフィギュアが発売された。
- ハズブロの Marvel Universe Gigantic Battles でも発売された。